# Jacques Baudin
Pour les articles homonymes, voir Baudin.
Jacques Baudin (né le 14 avril 1939 à Diourbel et mort le 25 novembre 2018 à Dakar) est un avocat, magistrat et un homme politique sénégalais, plusieurs fois ministre sous la présidence d'Abdou Diouf, mais aussi ancien député et maire de Diourbel, à partir de 2009. 
Jacques Baudin était un éminent défenseur des droits de l'homme.

## Biographie
Né à Diourbel le 14 avril 1939, Jacques Baudin devient avocat à la Cour en 1984.
Il est successivement ministre du Tourisme et de l'Environnement du 7 mars 1990 au 1er juin 1993, puis ministre de la Justice du 2 juin 1993 au 3 juillet 1998, enfin ministre des Affaires étrangères et des Sénégalais de l'Extérieur dans le gouvernement de Mamadou Lamine Loum, du 4 juillet 1998
Député, il a été maire de Diourbel, sa ville natale, à trois reprises (1986-1996-2009).